# جيف إليس
جيف إليس (بالإنجليزية: Geoff Ellis)‏ (24 مايو 1950 في المملكة المتحدة - ) هو لاعب كريكت بريطاني. شارك مع فريق ويلز الوطني للكريكيت ‏. أما مع النوادي، فقد لعب مع نادي مقاطعة غلاموركن للكريكت ‏.

## وصلات خارجية
- جيف إليس على موقع إي آس بي آن كريك إنفو (الإنجليزية)